# George Evans (felfedező)
George Evans (Warwick, Anglia, 1780. január 5. – Hobart, Tasmania, 1852. október 16.) ausztrál felfedező, földmérő.

## Életpályája
George Evans, vagy teljes nevén George William Evans, 1780. január 5-én William Evans harmadik gyermekeként és legidősebb fiaként született. Rövid szakmai gyakorlat után alapfokú földmérési képzést szerzett. 1798-ban Thomas Melville kapitánynak a Britannia, később a Speedy parancsnokának lányát Jennettet vette feleségül és a Jóreménység fokára vándorolt. 1802 májusáig a Table Bay haditengerészeti raktárőri osztályán dolgozott, ekkor az Amiens-i szerződés értelmében a brit erőket kivonták. Evanst William Kent kapitány meggyőzésére Új-Dél-Walesbe ment, október 16-án érkezett meg a hajó Port Jacksonba.
Kezdetben a gabona átvételéért és kiadásáért felelős raktáros lett a Parramatta-nál, de közben 1803 augusztusában az Angliában szabadságon lévő Charles Grimes távollétében megbízott főfelügyelőnek nevezték ki. 
1804 szeptemberében felfedezte és feltárta a Warragamba folyót. 1805-ben Philip Gidley King kormányzó elbocsátotta a felmérési osztálytól, ezután gazdálkodni kezdett az előző évben neki adományozott földterületeken. Ez a vállalkozás az 1806. márciusi katasztrofális árvíz miatt kudarcba fulladt, de William Paterson főkormányzó idejéig a megszállásban maradt. 1809-ben Port Dalrymple-i földmérő asszisztensnek nevezték ki. Szolgálataira azonban szükség volt Sydneyben, ezért nem tudta elfoglalni hivatalát. 
1812 márciusában az e célra szervezett kis csapatával a szárazföldön gyalogolva Appinba felmérte a Jervis-öböl partjait; kéthetes útja a legnehezebb körülmények között zajlott, s a rövidesen következő aszályos években Illawarra körzet letelepedését eredményezte. Sikereit látva Lachlan Macquarie kormányzó őt választotta ki  Új-Dél-Wales belsejének felfedezésére. 1812 szeptemberében a megbízott földmérővel, James Meehannel Van Diemen földjére ment. 1812 novemberében kinevezték Van Diemen földjének helyettes földmérőjévé, de 1813 augusztusában visszahívták Sydney-be, azzal az utasítással, hogy próbáljon meg átjárást találni a belső területekre. Novemberben indult útnak, feladatát sikeresen teljesítette, mintegy 68 km-re Bathurst mögött elérve a Macquarie folyót, az első európaiként lépve át a Great Dividing ranget. 1815 ájusában és júniusában Evans egy újabb expedíciót vezetett Bathurstból dél felé, hogy látótávolságon belül legyen az Abercrombie-folyótól, feltárta a Belubula folyó középső folyását, felfedezte a Lachlan folyót 13 km-re Cowrától lefelé, irányát nyomon követve Mandageryig. 
1815 júliusában tért vissza Hobartba, ahol 1817-ig maradt, ekkor John Oxley földmérő parancsnokaként vett részt egy expedícióban, amely Bathurstból indulva akarta meghatározni a Lachlan folyó folyását. Bár az elárasztott mocsaras vidék miatt célját nem érte el. Evans 1817 szeptemberében visszatért Van Diemen földjére, azonban hat hónappal később ismét visszahívták, Oxley másodparancsnoki posztjára, ezúttal a Macquarie folyó  folyásának nyomon követése volt a cél, de az elárasztott mocsarak ismét túl nagy akadálynak bizonyultak, így a csapat kelet felé fordult Port Macquarie, majd onnan déli irányba Port Stephens felé. A feltárást 1818 novemberében fejezték be. Ezután  Hobartba visszatérve a Van Diemen tartományban vállalt feladataira összpontosította figyelmét, ahol a földmérések komoly lemaradásban voltak. 
1825 decemberében, nyolc hónappal felesége halála után rossz egészségi állapotára hivatkozva lemondott. Egy 1826. májusi londoni küldetés során kinevezték Van Diemen földjének első főfelügyelőjévé, közben Evans nyugdíjba vonulva második feleségével, Lucy Parrisszal, Thomas Lempriere lányával novemberben Angliába hajózott. 
200 fontnyi nyugdíját művészetoktatással egészítette ki, közben 1828 novemberében Oxley haláláról értesülve kérte új-dél-walesi földmérői kinevezését, egészségi állapotának teljes helyreállására hivatkozva. Nem járt sikerrel, de 1831-ben lemondott nyugdíjáról 600 font átalányösszegért, majd visszatért Sydney-be, ahova augusztusban érkezett meg. Könyvkereskedőként dolgozott, ezután rajzmester lett a The King's School-ban, majd Harrisfordban, a George Street-ben, Parramatta-ban lelt otthonra.
1844-ben visszatért Hobartba, hogy családjával Warwick Lodge-ban, újvárosi otthonában élhessen. 1849 augusztusában, miután felesége meghalt, a hobarti Macquarie Street-be költözött, ahol 1852. október 16-án, 72 évesen érte a halál  Gyermekei száma legalább tizenkettő volt, hét az első házasságából, öt pedig a másodikból.

## Munkássága
Földmérő és egyúttal elszánt felfedező munkája mellett akvatintaképet is készített, melyeket a Van Diemen földjének földrajzi, történelmi és topográfiai leírása című művének előlapjaként publikálták Londonban, 1822-ben, melynek második kiadása 1824-ben jelent meg, majd 1823-ban Párizsban egy francia kiadása is volt. Emellett számos vázlatot és akvarellt is rajzolt a kolónia letelepedett területeiről és a belső terekről is, Oxleyvel való utazásai alatt. Szobrai Bathurstban, Melbourneben, Adelaideben és a sydneyi Mitchell Könyvtárban találhatók.